# Mongolia en los Juegos Paralímpicos de París 2024
Mongolia estuvo representada en los Juegos Paralímpicos de París 2024 por doce deportistas, seis hombres y seis mujeres.

## Medallistas
El equipo paralímpico mongol obtuvo las siguientes medallas:
| Nombre                | Deporte                   | Evento             |
| --------------------- | ------------------------- | ------------------ |
| Oro                   |                           |                    |
| Ulambayaryn Sürenjav  | Taekwondo                 | –52 kg femenino    |
| Plata                 |                           |                    |
| Tsegmidiin Battulga   | Atletismo                 | Peso F40 masculino |
| Sodnompiljee Enjbayar | Levantamiento de potencia | –107 kg masculino  |
| Ganbatyn Bolor-Erdene | Taekwondo                 | –63 kg masculino   |
| Bronce                |                           |                    |
| —                     |                           |                    |